# Imperia (Band)
Imperia ist eine multinationale Symphonic-Metal-Band mit Oper-Einflüssen, rund um Helena Iren Michaelsen, die ehemalige Sängerin von Trail of Tears und Sahara Dust (später umbenannt in Epica).

## Geschichte
An Ostern 2004 gründeten die norwegischen Musiker Helena Iren Michaelsen und Audun Gronnestad, zusammen mit John Stam aus den Niederlanden, Jan Yrlund aus Finnland, Gerry Verstreken aus Belgien und Stefan Wolz aus Deutschland die Band Imperia. Die Band trat erstmals mit dem Song Lotus Eaters, einem Cover von Dead Can Dance in Erscheinung. Kurz darauf erhielten sie einen Plattenvertrag bei dem niederländischen Plattenlabel Ebony Tears. Im Sommer 2004 begannen sie erstmals erste Konzerte und Shows zu spielen. Im Herbst erschien Imperias Debütalbum The Ancient Dance of Quetesh, welches nur in Belgien veröffentlicht wurde. Anschließend spielte die Band weitere Konzerte in belgischen und niederländischen Clubs. Zudem gaben sie ein Konzert mit Nightwish in Amsterdam, welches ausverkauft war.
2005 widmete sich die Band ihrem Nebenprojekt Angel und schrieben weitere Songs für ihr zweites Album.
Im Februar 2006 begann die Band mit den Aufnahmen zu Queen of Light, welche im Sommer desselben Jahres fertiggestellt waren. Auf der Suche nach einem neuen Label, welches ihr Album auf den Markt bringen sollte, stießen sie auf das deutsche Metal-Label Massacre Records, dass ihr Album im März 2007 auf den Markt brachte. Die Idee für den Namen stammt von der Geburt Helenas Tochter, die während der Aufnahmen zu dem Album geboren wurde.
Im Jahr 2011 erschien planmäßig das Album Secret Passion, wonach die Band jedoch eine kleine Pause einlegte. Im Herbst 2015 kündigte die Band ihr viertes Album Tears of Silence an, was letztendlich am 20. November 2015 veröffentlicht wurde.

## Stil
Der Musikstil von Imperia lässt sich in die Kategorie Symphonic Metal einordnen, wird jedoch manchmal auch dem Gothic Metal zugeordnet. Die Band bezeichnet ihren Stil selbst als „Atmospheric Metal“. Zudem wird die Musik auch als „Bombastischer Metal mit typisch epischen und orchestralen Elementen“ bezeichnet.
Sängerin Helena Michaelsen singt normalerweise im Dramatischen Sopran.

## Angel
Neben Imperia arbeitet die Band an einem weiteren Projekt namens Angel. Bis jetzt veröffentlichten sie 2005 das Album A Woman’s Diary – Chapter I und die Single Don’t Wanna Run bei Black Lotus Records. Im Gegensatz zu Imperia ist der Stil von Angel sehr vielfältig und enthält sowohl Merkmale des Alternative Rock, wie auch dem Dark Rock und der Popmusik.

## Diskografie
Alben
- 2004: The Ancient Dance of Qetesh
- 2007: Queen of Light
- 2011: Secret Passion
- 2015: Tears of Silence
- 2019: Flames of Eternity
- 2021:   The Last Horizon